# Neoregelia rubrifolia
Neoregelia rubrifolia är en gräsväxtart som beskrevs av Augusto Ruschi. Neoregelia rubrifolia ingår i släktet Neoregelia och familjen Bromeliaceae. Inga underarter finns listade i Catalogue of Life.